# Lion Heart (canción)
«Lion Heart» —en español: «Corazón de León»— es una canción interpretada por el grupo femenino surcoreano Girls' Generation. Fue lanzado el 18 de agosto de 2015, como el segundo sencillo del quinto álbum de estudio Lion Heart por S.M. Entertainment.

## Composición
«Lion Heart» fue descrito por Billboard como una canción de soul pop inspirado en bubblegum pop. Abarca un sonido retro americano de 1960 y tiene una melodía de jazz. Líricamente, la canción habla acerca de las mujeres que caen en el amor con hombres que tienen un corazón infiel y la forma en que tratan de domesticarlo es como domar un león.

## Vídeo musical
El videoclip narra una historia donde los miembros de Girls' Generation se enamoran de un protagonista masculino, que se convierte más adelante en un infiel mientras sale con las ocho chicas del grupo. Entonces descubren que el las está engañando y lo intenta alejar. La coreografía de la canción fue creada por el coreógrafo americano Tony Testa y el coreógrafo de S.M. Shim Jaewon. Fue el vídeo musical más visto en YouTube por un acto de Corea del Sur en agosto de 2015.

## Posicionamiento
| Gráfico (2015)                     | Posición |
| ---------------------------------- | -------- |
| Corea del Sur (Gaon)               | 4        |
| Japón (Billboard Hot 100)          | 49       |
| US World Digital Songs (Billboard) | 4        |

## Ventas
| Gráfico                     | Ventas  |
| --------------------------- | ------- |
| South Korean Download Chart | 974,627 |